# 林德 (嘉靖進士)
林德（1524年—？），字有本，號壺江，福建福州府長樂縣人，民籍，明朝政治人物。

## 生平
嘉靖三十一年（1552年）壬子科福建鄉試第八十四名舉人，三十五年（1556年）中式丙辰科會試第一百八十八名，三甲第四十八名進士。刑部觀政，授高安縣知縣，三十九年（1560年）升德安府同知，四十三年（1564年）調真定府同知，隆慶二年（1568年）謫廣東市舶司提舉。

## 家族
曾祖林珦；祖父林叔良；父林世仁。母陳氏；繼母高氏。